# Magma (livro)
Magma é um livro de poesia de Guimarães Rosa, publicado postumamente pela Editora Nova Fronteira. Apesar de ter ganhado, em 1936, o Prêmio da Academia Brasileira de Letras, o livro sempre foi considerado uma obra menor pelo autor de Grande Sertão: Veredas. Durante sua vida, Guimarães Rosa não demonstrou qualquer interesse em publicá-lo, chegando a dizer em entrevista: "[...] escrevi um livro não muito pequeno de poemas, que até foi elogiado. [Depois] passaram-se quase dez anos, até eu poder me dedicar novamente à literatura. E revisando meus exercícios líricos, não os achei totalmente maus, mas tampouco muito convincentes". Só muitos anos após a morte de seu autor, em 1997, é que Magma veio a público.

## Histórico
O livro “Magma” foi ganhador do concurso literário criado pela Academia Brasileira de Letras, com o autor assinado sob o pseudônimo “Viator”. Considerado pelo próprio Guimarães um “livro menor”, foi publicado apenas 61 anos depois, pela Editora Nova Fronteira.